# Yokohama Kaidashi Kikō
Yokohama Kaidashi Kikō (jap. ヨコハマ買い出し紀行, übersetzt etwa „Yokohama-Einkaufstagebuch“) ist eine abgeschlossene Manga-Serie des japanischen Zeichners Hitoshi Ashinano. Sie umfasst über 2.000 Seiten und erschien erstmals 1994. Der Manga, der sich dem Seinen-Genre zuordnen lässt und auch als Anime umgesetzt wurde, handelt vom Alltag einer Roboterfrau mit menschlichem Aussehen, die ein kleines Café an der Küste der Miura-Halbinsel führt.

## Handlung
Alpha Hatsuseno (初瀬野アルファ Hatsuseno Arufa) lebt in einem Japan in einer relativ nahen Zukunft, das anscheinend keine wirkliche Industrie mehr hat. Wegen einer Naturkatastrophe scheint es weniger Menschen zu geben, überhaupt scheint die Menschheit im Verschwinden begriffen. Der Meeresspiegel ist in kurzer Zeit stark gestiegen, weshalb die Küsten einiger Städte wie beispielsweise Yokohama überflutet sind. Straßenlaternen ragen aus dem Wasser heraus und prägen das Landschaftsbild. Zusätzlich gehen allerhand merkwürdige, aber nicht bedrohliche, Dinge vor: Gebäudeähnliche Strukturen wachsen aus der Erde und leuchtende Pflanzen nehmen den Platz von Straßenlaternen ein, Pilze nehmen das Aussehen von Menschen an und erfahren göttliche Verehrung.
Roboter sind etwas recht Alltägliches. Alpha, die zum Einkaufen in die nächste größere Stadt Yokohama fahren muss, gehört zur Roboterklasse Alpha 7, M2 und dem Besitzer eines Cafés, der aber schon seit längerer Zeit nicht mehr bei ihr lebt. Sie leitet daher das Café Alpha, ein kleines Etablissement an Land, wo nur selten jemand vorbeikommt – meist Reisende, die von der Gastfreundschaft Alphas entzückt sind.
In der Nähe des Cafés gibt es eine Tankstelle, die ein alter Mann, von allen Ojisan (おじさん) genannt, mit seinem neunjährigen Enkel Takahiro (タカヒロ) leitet. Alpha, die Freunde mit Tanz und ihrer Gekkin erfreut, ist mit den beiden befreundet und besucht sie gelegentlich, um ihren Motorroller aufzutanken oder Zeit mit ihnen zu verbringen. Zudem lebt in der Nähe von Alphas Café ein unbekleidetes, vermutlich übernatürliches Wesen in Gestalt einer jungen Frau mit riesigen Eckzähnen, die sich nur Kindern, so auch Takahiro, zeigt und sich vor Erwachsenen scheut. Sie wird Misago (ミサゴ) genannt.
Eines Tages erhält Alpha Besuch von einer anderen Roboterfrau, Kokone Takatsu (鷹津ココネ Takatsu Kokone). Diese arbeitet als Botin von Briefen und Paketen und überbringt Alpha im Auftrag deren Besitzers eine Kamera sowie eine Nachricht. Für die verschlüsselte Übertragung der Mitteilung von Herrn Hatsuseno, Alphas Besitzer, muss Kokone Alpha küssen. Kokone und Alpha werden gute Freundinnen und treffen sich nach ihrer ersten Begegnung mehrmals, um zu reden oder Kaffee zu trinken.
Weitere Figuren sind zum Beispiel Makki, die mit Takahiro befreundet und wegen der Freundschaft zwischen ihm und Alpha eifersüchtig auf die Roboterfrau ist, und Sensei (子海石先生 Koumiishi-sensei), eine alte Klassenkameradin von Ojisan, die maßgeblich am Bau der Alpha-Roboterserie beteiligt und Besitzer eines Alpha-Roboters war. Der Wanderer Ayase (アヤセ) kommt mehrmals in die Gegend des Café Alphas und der Tankstelle und entwickelt Sympathie für Alpha und ihre Nachbarn. Er begegnet auf seinen Reisen vielen verschiedenen Leuten; unter anderem den Wassergöttern, menschenähnlichen Pilzen. Als ein Taifun ihr Café zerstört, geht auch Alpha auf Reisen durch Japan. Nach einigen Begegnungen, neuen Erfahrungen und Fotografien kehrt sie zurück und eröffnet ihr Café wieder.
Takahiro kommt in die Jugend und geht mit fünfzehn Jahren nach Westen, um dort zu lernen und wegzuziehen. Später bekommen er und Makki ein Kind, Saetta (サエッタ). Während Takahiro und Makki erwachsen geworden sind und von anderen Gegenden, anderen Ländern und Städten reden und träumen, hat sich Alpha nicht verändert und bleibt weiter bei ihrem Café. Die letzte Szene Zeigt wie Alpha noch einmal in Yokohama Kaffee besorgt, die Stadt ist nun noch sehr viel leerer geworden, der zu Anfang junge Ladenbesitzer ist nun ein Greis, daher müssen viele Jahrzehnte vergangen sein, Kokone und Alpha wohnen nun zusammen.
Die meisten Kapitel von „Yokohama Kaidashi Kikō“ sind in sich abgeschlossene Episoden, die Alpha bei alltäglichen Aktivitäten zeigen, entweder allein, mit Kunden oder auf gelegentlichen Fahrten durch die Landschaft oder nach Yokohama, um Einkäufe zu erledigen (daher der „Einkaufszettel“ im Titel). Ganze Kapitel sind dem Aufbrühen von Kaffee, dem Fotografieren oder der Reparatur eines winzigen Modellflugzeugmotors gewidmet, manchmal mit nur ein paar Zeilen Dialog. Die Autorin verleiht Alphas Erlebnissen durch ihre Schilderung eine besondere Intensität und macht die Leser auf die Vergänglichkeit der kleinen Wunder des Alltags aufmerksam: Der Treibstoff des Flugzeugmotors ist zur Neige gegangen, der Roller ist kaputt, das steigende Meer dringt in ihr Café ein, die Nachbarskinder, die sie liebt, werden erwachsen und ziehen weg. Indem Ashinano die Sehnsucht nach diesem Verlust heraufbeschwört, folgt sie der japanischen Tradition des mono no aware (Traurigkeit und Schönheit der Vergänglichkeit).

## Veröffentlichungen
Yokohama Kaidashi Kikō erschien in Japan von April 1994 bis Februar 2006 in Einzelkapiteln im monatlich erscheinenden Manga-Magazin Afternoon, in dem unter anderem auch Mohiro Kitohs Naru Taru und Kosuke Fujishimas Oh! My Goddess veröffentlicht wurden. In der Juli-Ausgabe 2006 des Afternoon erschien außerdem ein sechsseitiger Epilog mit dem Titel Touge. Der Kodansha-Verlag fasste diese 140 Einzelkapitel auch in 14 Sammelbände zusammen. Zwischen Oktober 2009 und Juli 2010 erschien eine Neuauflage in 10 Sammelbänden, die im Gegensatz zur Erstauflage auch das Epilog Togue enthält.
Der Manga wurde auch in Taiwan, Südkorea (als Café Alpha) und Hong Kong veröffentlicht. Außerhalb Asiens ist Yokohama Kaidashi Kikō bislang nicht erschienen.
Im September 1997 brachte der Kodansha-Verlag ein Postkartenbuch zur Manga-Serie heraus, im März 2003 erschien das aus 143 Seiten bestehende Artbook Yokohama Kaidashi Kikō – Ashinano Hitoshi Gashū (ヨコハマ買い出し紀行・芦奈野ひとし画集).

## Verfilmungen
Es existieren zwei verschiedene Anime-Umsetzungen der Manga-Serie. Die erste erschien in Japan im Mai und Dezember 1998 in Form einer zweiteiligen Original Video Animation auf VHS und Laserdisc, ist aber mittlerweile auch auf DVD erhältlich. Das Animationsstudio Asiadō, das unter anderem auch für die Spirit-of-Wonder-Animes verantwortlich war, produzierte die zwei Episoden, bei denen Takashi Anno Regie führte. Die Musik schrieb das japanische Gitarrenduo GONTITI (ゴンチチ). Die erste OVA erzählt die erste Begegnung von Alpha und Kokone.
Im Dezember 2002 und Mai 2003 wurde die zweite Original Video Animation Yokohama Kaidashi Kikō – Quiet Country Cafe (ヨコハマ買い出し紀行-Quiet Country Cafe-) auf VHS und DVD veröffentlicht. Die Produktion übernahm Asiadō gemeinsam mit Sony Music Entertainment Japan. Als Regisseur fungierte Tomomi Mochizuki. Wie auch in der ersten OVA sprach Hekiru Shiina Alpha und Akiko Nakagawa Kokone. Ojisan und Takahiro wurden dagegen von anderen Synchronsprechern gesprochen. Die zweite OVA, die ebenfalls zwei Episoden zu ungefähr einer halben Stunde umfasst, handelt von der Zerstörung des Cafés durch einen Taifun und von Alphas folgender Reise durch Japan.

## Auszeichnungen
Hitoshi Ashinano gewann mit dem 20-seitigen Prolog von Yokohama Kaidashi Kikō 1994 den Afternoon Shiki-Preis, eine vom Afternoon-Magazin vergebene Auszeichnung für Nachwuchszeichner. Im selben Jahr wurden unter anderem auch Yoshitoshi ABe und Tsutomu Nihei ausgezeichnet. Der Prolog, der im April 1994 im Afternoon erschien, war die erste Veröffentlichung Ashinanos als professioneller Zeichner.
2000 war der Manga in der allgemeinen Kategorie für den Kōdansha-Manga-Preis nominiert, musste sich aber Takehiko Inoues Vagabond geschlagen geben. 2007 gewann Yokohama Kaidashi Kikō in der Manga-Kategorie den Seiun-Preis, die wichtigste japanische Science-Fiction-Literatur-Auszeichnung.